# チヤン
チヤン（西: Chillán）は、チリのニュブレ州にある都市。チジャン、チリャンなどとも表記される。首都のサンティアゴ・デ・チレから南へ400kmほど行った同国の中央部に位置し、ニュブレ州の中心都市にもなっている。人口は約17万人だが、周辺地域を含むと25万3000人となる。街なかには鉄道駅、都市間バスターミナル、コンセプシオン大学の施設、軍事連隊基地などが置かれている。近代的なショッピングモールがある一方、青空市場も開かれており青果や工芸品、衣料品が売買されている。近くの山地はスキー客でにぎわう。

## 歴史
チヤンは1580年にスペイン人征服者のマルティン・ルイス・デ・ガンボアが地元の先住民を制圧しサン・バルトロメ・デ・チヤン（San Bartolomé de Chillán）の名でチヤン・ビエホに建設した。しかしこの地名は評判が悪く、結局地元の先住民の言葉で「太陽が座る地」という意味のチヤンに改称された。
建設以来、チヤンは国内の農業の中心都市であった。
チリの国民的英雄であるベルナルド・オイギンスは1778年にチヤンで生まれた。彼はチリ独立戦争を率い、1817年のチャカブコの戦いでは勝利を収め独立後は初代の国家元首に選ばれた。彼は1842年に亡命先のペルーで死去した。
地震の多発地帯に位置することからこれまでも幾度となく被害に見舞われ、3万人の死者を出した1939年の地震では国際的な支援を受けた。

### 2010年チリ地震
2010年のチリ地震で、チヤンは大きな被害をこうむった。犠牲者数は分かっていない。地震後に脱獄した203人の囚人のうち、チヤン刑務所の看守が36名を捕らえた。逃走中の囚人によって刑務所近くの7軒の家屋が燃やされた。持っていたマシンガンを奪われ、自分のガールフレンドも囚人らとのキスを強要されたと証言する者や、脱獄犯と思わしき20人近くの男から集団で痴漢を受けたと主張する者もいた。

## ゆかりの人物
チヤンは多くの偉大な芸術家を世界へ輩出したと言われる。そのなかで最も有名なのがピアニストのクラウディオ・アラウである。また、オペラ『オテロ』で知られるテノール歌手、ラモン・ヴィナイもチヤンの出身。彼はニューヨークのメトロポリタン歌劇場で定期的にテノールまたはバリトンの歌声を披露していたが、最後の公演となった『セビリアの理髪師』ではバスを担当した。彼は1969年の『オテロ』サンティアゴ市営劇場公演で引退した。ほかにも作家のマルタ・ブルネット、女性彫刻家のマルタ・コルビン、画家のパチェコ・アルタミラノなどがチヤン出身だが、アラウやヴィナイほど国際的な評価は受けていない。
現在、チヤン市は首都のサンティアゴと高速道路と鉄道網でつながっており、4時間もすれば到着できる。

## 外部リンク

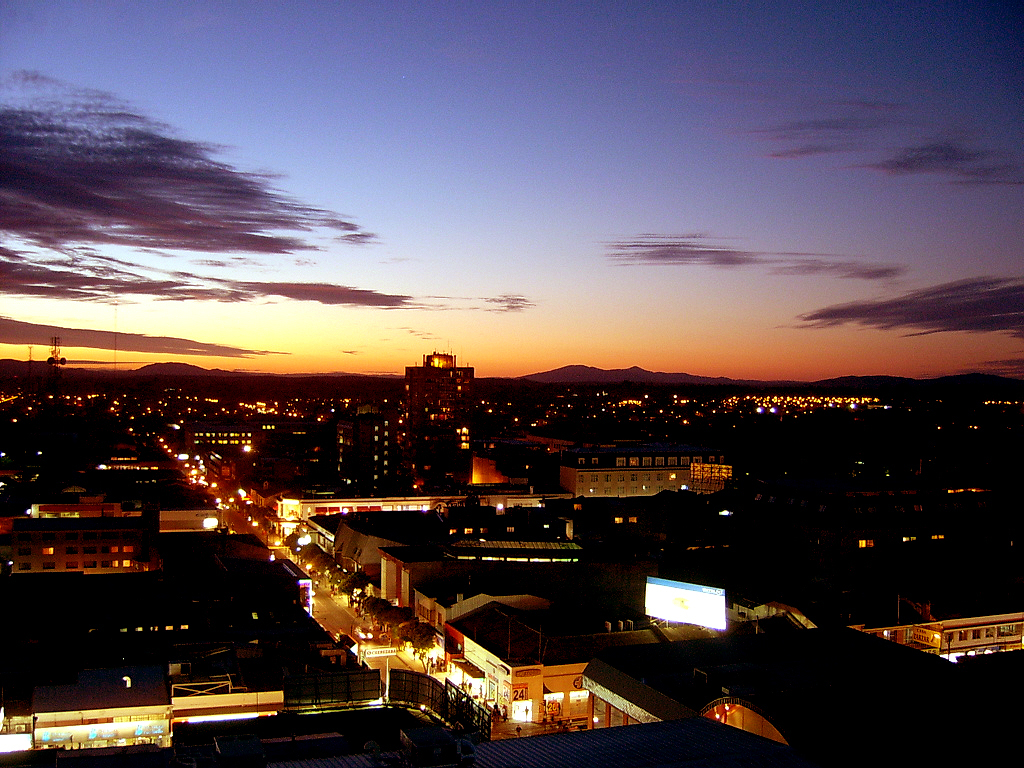
中心街
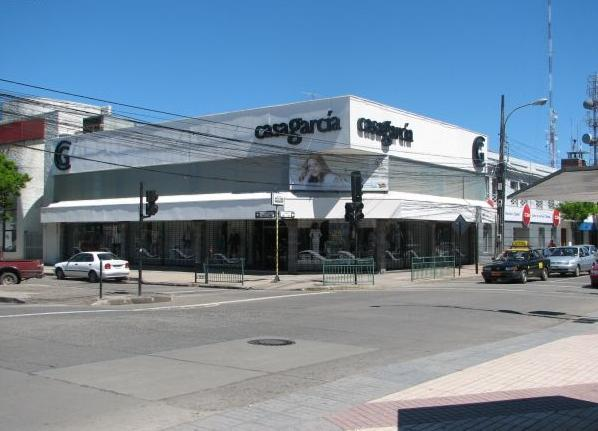
「カサ・ガルシア」というショッピングセンター
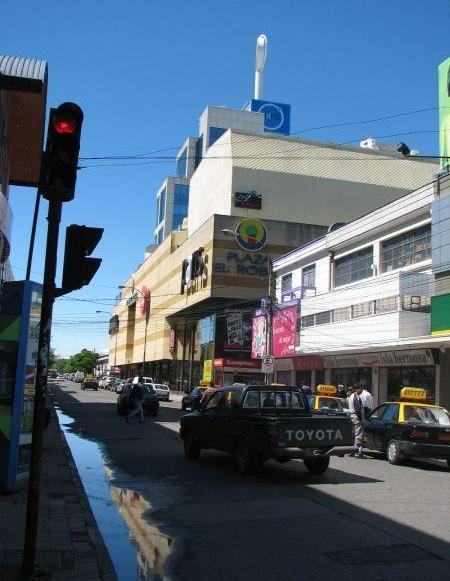
街なかの商業地区